# Дура (фильм, 2005)
«Дура» — российский комедийно-драматический художественный фильм.

## Сюжет
Способный провинциальный литератор Александр Мушкин, тридцати с небольшим лет, приезжает покорять столицу, не имея ни средств к существованию, ни жилья, ни хороших связей. Однако, удача улыбается ему дважды. Во-первых, один из всего лишь двух его московских знакомых, Иван Агеев, успешный автор коммерческих «дамских романов», работающий под псевдонимом Мэгги Уоткинсон, сводит его с доброжелательно настроенным издателем, который предлагает Мушкину написать книгу в канонах «романа для домохозяек», не особо, тем не менее, ограничивая писателя в выборе формы и сюжета. Во-вторых, случайное знакомство Александра с одинокой и несчастливой тридцатидвухлетней театральной актрисой Елизаветой Тулиной решает сразу три проблемы: жилья, денег и материала для книги. Дело в том, что у Лизы (почти сразу после первой встречи начавшей сожительствовать с Александром) в её большой квартире, доставшейся от давно умерших родителей, живёт сестра-близнец — неисчерпаемый источник дурацких фраз и поступков. Ульяна Тулина совершенно непохожа на свою сестру. В результате родовой травмы (ей прищемили голову акушерскими щипцами) она стала инвалидом, нуждающимся в постоянном контроле и попечении из-за своего неадекватного поведения и сильнейших спонтанных приступов головной боли; её душевное и умственное развитие остановилось примерно на уровне десятилетней девочки. Ульяна — тяжкий крест в и без того нелегкой жизни Лизы. Эту драматическую коллизию в сочетании с Улиными словесными перлами, Александр и берет в основу литературного замысла (тщательно скрываемого от сестёр). Более того, с того момента как и Ульяна влюбляется в Александра, он сам становится одним из главных героев своего будущего романа. В довершение, выполняя требование издателя «развить сюжет», писатель начинает намеренно создавать для Ульяны провоцирующие ситуации, инсценируя, например, на её глазах бурную ссору с Агеевым, по обоюдному с ним сговору.
Тем временем, застарелые проблемы обеих Тулиных обостряются и сами по себе. Ульяну, трудившуюся на инвалидном производстве, выгоняют с работы за дурацкий демарш против директора; при этом бандитствующий руководитель предприятия находит повод «наказать на деньги» её сестру. Увеличение материальной нагрузки на Лизу усиливает конфликтный фон в семейных отношениях. Болезненные приступы Ульяны учащаются. Теперь её почти невозможно оставлять одну — и это в то самое время, когда Елизавета, давно и прочно затертая в своём театре на вторые роли, с переменным успехом бьется за внимание нового главного режиссёра Баширцева, пытаясь обогнать свою вечную конкурентку Ирину Полушубкову в борьбе за главную роль в его новой постановке по пьесе Островского «Гроза» и выйти тем самым, в перспективе, на первые роли.
Развязка наступает в тот момент, когда роман Мушкина почти дописан, и издатель требует, чтобы в финале главная героиня умерла. Одновременно с этим, Уля случайно встречает на мосту Лизу, прогуливающуюся с Баширцевым, от которого она совсем недавно получила долгожданную роль. Не зная, кто перед ней, Дура выкладывает главному режиссёру «всю подноготную» сестры: «Лизка, ты же сама говорила, что он бездарь!» Поскольку Баширцев, как ранее показано в фильме, действительно, бездарь — резонно предполагать, что это признание ставит крест на карьере Елизаветы в этом театре. Между сестрами происходит страшная ссора, в результате переживания которой у Ульяны случается мозговое кровоизлияние, и она умирает в больнице, не приходя в сознание. Александр, получая гонорар за скоро выходящий в печать роман «Дура», требует от издателя указать автором Ульяну Тулину, тем самым выполняя однажды высказанное страстное желание покойной: «Вам везёт. От вас останутся дети, книжки, дела всякие. А от меня — ничего! Ничего! Мне страшно. Я не хочу исчезать. Я хочу, чтобы люди знали, что я жила, что я была, что меня звали Ульяна Тулина».

## В ролях
| Актёр                 | Роль                         |
| --------------------- | ---------------------------- |
| Оксана Коростышевская | Ульяна Тулина                |
| Регина Мянник         | Лиза Тулина                  |
| Евгений Редько        | Саша Мушкин                  |
| Александр Балуев      | режиссёр Баширцев            |
| Дмитрий Шевченко      | Михаил Дёмин                 |
| Игорь Золотовицкий    | Иван Агеев                   |
| Ольга Волкова         | Татьяна Ивановна Переверзева |
| Татьяна Лютаева       | Ирина Полушубкова            |
| Эдуард Радзюкевич     | художник Пио                 |
| Алексей Иващенко      | Сальников                    |
| Михаил Церишенко      |                              |

## Съёмочная группа
- Автор сценария: Наталья Назарова, при участии Максима Коростышевского
- Режиссёр-постановщик: Максим Коростышевский
- Оператор-постановщик: Маша Соловьёва
- Художник-постановщик: Владимир Гудилин
- Композиторы: Иван Волков, Сергей Шустицкий
- Исполнительный продюсер: Галина Белинская

## Кинофестивали
- 7—16 июля 2005 года внеконкурсный показ на Иерусалимском Кинофестивале.
- 22 июня 2005 года показ в рамках XXVII ММКФ.
- 2004 год — показ на Кинофоруме «Амурская Осень».

## Премии
- Призы в номинациях «За лучшую режиссуру», «Лучшая женская роль», а также специальный приз жюри — Оксане Коростышевской, исполнительнице главной роли на Кинофоруме «Амурская Осень»[1].

## Рекламная кампания

Автомобиль у метро «Чистые пруды»

В рамках рекламной кампании фильма была организована акция, в ходе которой пострадало несколько автомобилей. Нелепо одетые девушки обклеивали листовками с логотипом фильма автомобили. На крышу автомобиля скидывали тяжёлые буквы «ДУРА».